# Grodziszcze Mazowieckie
Grodziszcze Mazowieckie – przystanek kolejowy w Grodzisku, w gminie Mrozy, w powiecie mińskim, w województwie mazowieckim, na linii kolejowej nr 2.

## Ruch pasażerski[2]
| Rok  | Wymiana pasażerska na dobę |
| ---- | -------------------------- |
| 2017 | 300-499                    |
| 2018 | 300-499                    |
| 2019 | 500-699                    |
| 2020 | 300-499                    |
| 2021 | 300-499                    |
| 2022 | 500-699                    |
| 2023 | 500-699                    |

## Połączenia bezpośrednie
Na przystanku zatrzymują się wyłącznie pociągi osobowe.
- Łuków przez Siedlce
- Mińsk Mazowiecki
- Siedlce
- Warszawa Zachodnia

## Historia
W okresie II wojny światowej Generalna Dyrekcja Kolei Wschodniej utworzyła posterunek dostępowy Rudka, który istniał w miejscu obecnej stacji. Obecna stacja powstała w 1950 roku, we wrześniu tego roku wpisany został do WOT.